# マーヴィン・トラン
マーヴィン・トラン（英語: Mervin Tran, 1990年9月22日 - ）は、カナダのレジャイナ出身の男性フィギュアスケート選手。パートナーはオリヴィア・セラフィニ、マリッサ・キャステリ、ナターシャ・ピュリッチ、高橋成美。
2012年世界選手権ペア銅メダリスト。

## 経歴
カナダのレジャイナで、ベトナム難民とカンボジア難民の両親の間に生まれる。4歳の時に参加したアイスホッケーのキャンプで、スケーティングの講師がフィギュアスケート選手だったことがきっかけとなり、フィギュアスケートを始めた。2006-2007シーズンまで男子シングルの選手として競技会に出場し、カナダ選手権ノービスクラス9位になったこともある。アクセルを除く3回転ジャンプを跳ぶことができる。
2007-2008シーズンからは日本の高橋成美とペアを組み、日本所属選手として競技会に出場している。同シーズンからISUジュニアグランプリ (JGP)に参戦。全日本ジュニア選手権では唯一のペア競技者となった。
2008-2009シーズンはJGPジョン・カリー記念3位となり、JGPファイナルに進出。全日本選手権でも唯一のペア競技者となった。
2009-2010シーズン、JGPトルン杯では、自身初の優勝、日本スケート連盟に所属したペアでは史上2組目の優勝となった。ジュニアグランプリファイナルでは2位となり、これは日本スケート連盟所属ペアでの史上最高成績である。2010年の世界ジュニア選手権でも銀メダルを獲得した。
2010-2011シーズン、ジュニアとシニアのグランプリシリーズの両方を掛け持ちするシーズンとなった。ジュニアグランプリシリーズでは、2週連続で2位、ジュニアグランプリファイナルでは日本人ペアとしては初めての優勝を果たし、2011年世界ジュニア選手権でも3位となった。
2回目の出場となったNHK杯でシニアの国際大会で初めての表彰台となる3位、続くロステレコム杯では2位となった。GPファイナルへの進出は逃したものの、初参戦となった世界選手権では、9位となった。
2011-2012シーズン、同シーズンからシニアに完全移行し、スケートカナダで4位、NHK杯でフリーと総合でパーソナルベストを更新して2位となった。同NHK杯競技終了後のインタビューで、日本代表としてのオリンピック出場のための日本国籍取得を思案中であるが、同時にカナダ国籍を放棄しなければならないため、国籍変更による影響を見極めた上で決断したいと述べた。日本のペア選手としては史上初となるISUグランプリファイナルへの進出を決めたが、6位に終わった。三度目の出場となった四大陸選手権では、SPでパーソナルベストを更新し、4位につけたが、フリーで得点を伸ばせず、総合5位となった。世界選手権では、SPはほぼミスのない演技で3位、FSもミスを最小限に演技をまとめ3位、パーソナルベストを17点余り更新し、総合3位。日本スケート連盟所属ペアとしてシニア世界選手権初のメダルを獲得した。シーズン最終戦の国別対抗戦では、SPは1位で発進するも、FSでの転倒等のジャンプミスが重なり、トータルで2位と0.06ポイント差の3位となった。
2012年4月、日本国籍取得の意志を明らかにしたが、日本国内の居住年数を満たしていないなど、国籍取得は難しい状況にある。日本スケート連盟は特別の功労のある外国人については国会の承認を得て許可できる大帰化制度（国籍法第9条に規定）に基づき、「5年以上、日本代表として国際連盟主催の大会で活躍し、世界選手権で銅メダルも獲得している」と功労を強調する形で特例措置を求めていく方針である。しかし、法務省は日本に居住実績のないトランの日本国籍取得は、特例でも難しいと説明している。
2012年4月、高橋が練習中に負傷し、左反復性肩関節脱臼と診断された。そのため、グランプリシリーズ2戦を欠場。2012年12月18日、高橋成美とのペア解消を発表。2013年3月、トライアウトを行ったナターシャ・ピュリッチとのペアを結成。カナダ選手権では4位、四大陸選手権では5位。ピュリッチとのペアを解消し、6月10日にマリッサ・キャステリとペアを結成し、アメリカに移籍することを発表。ボストンでロバート・マーティンに師事し、自身のコーチであるブルーノ・マルコットの元でも練習をする。
2017-2018シーズンを以ってキャステリとのペアを解消。シングル出身のオリヴィア・セラフィニとペアを結成した。

## 主な戦績
- 2012-2013シーズンまでは高橋成美とのペア(日本所属)
- 2013-2014シーズンはナターシャ・ピュリッチとのペア(カナダ所属)
- 2014-2015シーズンからはマリッサ・キャステリとのペア(アメリカ合衆国所属)
- 2018-2019シーズンはオリヴィア・セラフィニとのペア(アメリカ合衆国所属)

| 大会/年               | 2007 -08 | 2008 -09 | 2009 -10 | 2010 -11 | 2011 -12 | 2013 -14 | 2014 -15 | 2015 -16 | 2016 -17 | 2017 -18 | 2018 -19 | 2019 -20 | 2020 -21 |
| --------------------- | -------- | -------- | -------- | -------- | -------- | -------- | -------- | -------- | -------- | -------- | -------- | -------- | -------- |
| 世界選手権            |          |          |          | 9        | 3        |          |          |          |          |          |          |          |          |
| 四大陸選手権          |          |          | 5        | 7        | 5        | 5        |          | 6        |          |          |          |          |          |
| 世界国別対抗戦        |          | T3/P6    |          |          | T1/P3    |          |          |          |          |          |          |          |          |
| 全米選手権            |          |          |          |          |          |          | 6        | 3        | 2        | 6        | 13       | 7        | 6        |
| カナダ選手権          |          |          |          |          |          | 4        |          |          |          |          |          |          |          |
| 全日本選手権          |          | 1        | 1        | 1        | 1        |          |          |          |          |          |          |          |          |
| GPファイナル          |          |          |          |          | 6        |          |          |          |          |          |          |          |          |
| GPフランス国際        |          |          |          |          |          | 6        |          | 6        | 5        | 6        |          |          |          |
| GPロステレコム杯      |          |          |          | 2        |          |          |          |          |          | 10       |          |          |          |
| GPスケートアメリカ    |          |          |          |          |          |          |          |          | 7        |          |          |          | 6        |
| GPスケートカナダ      |          |          |          |          | 4        |          |          | 4        |          |          |          |          |          |
| GPNHK杯               |          |          | 8        | 3        | 2        |          |          |          |          |          |          |          |          |
| CSフィンランディア杯  |          |          |          |          |          |          |          |          |          |          |          | 5        |          |
| CSオータムクラシック  |          |          |          |          |          |          |          | 2        | 3        | 4        |          |          |          |
| CSゴールデンスピン    |          |          |          |          |          |          |          | 5        |          |          |          | 7        |          |
| CS USクラシック       |          |          |          |          |          |          |          | 2        |          |          |          |          |          |
| ネーベルホルン杯      |          |          |          |          |          | 6        |          |          |          |          |          |          |          |
| 世界Jr.選手権         | 15       | 7        | 2        | 3        |          |          |          |          |          |          |          |          |          |
| 全日本Jr.選手権       | 1        |          |          |          |          |          |          |          |          |          |          |          |          |
| JGPファイナル         |          | 7        | 2        | 1        |          |          |          |          |          |          |          |          |          |
| JGPトルン杯           |          |          | 1        |          |          |          |          |          |          |          |          |          |          |
| JGPジョン・カリー記念 |          | 3        |          | 2        |          |          |          |          |          |          |          |          |          |
| JGP B.シュベルター杯  | 6        |          |          | 2        |          |          |          |          |          |          |          |          |          |
| JGPレークプラシッド   |          |          | 3        |          |          |          |          |          |          |          |          |          |          |
| JGPメキシコ杯         |          | 4        |          |          |          |          |          |          |          |          |          |          |          |
| JGPタリン杯           | 12       |          |          |          |          |          |          |          |          |          |          |          |          |

### 詳細
| 2018-2019 シーズン   |                                            |          |          |           |
| 開催日               | 大会名                                     | SP       | FS       | 結果      |
| 2019年1月19日 - 27日 | 全米フィギュアスケート選手権（デトロイト） | 13 51.32 | 13 86.63 | 13 137.95 |

| 2017-2018 シーズン            |                                                                |         |          |          |
| 開催日                        | 大会名                                                         | SP      | FS       | 結果     |
| 2017年12月28日 - 2018年1月7日 | 全米フィギュアスケート選手権（サンノゼ）                       | 1 60.75 | 1 121.63 | 1 182.38 |
| 2017年11月17日 - 19日         | ISUグランプリシリーズ フランス国際（グルノーブル）             | 6 58.99 | 6 118.16 | 6 177.15 |
| 2017年10月20日 - 22日         | ISUグランプリシリーズ ロステレコム杯（モスクワ）               | 7 54.37 | 6 116.16 | 7 170.53 |
| 2017年9月20日 - 23日          | ISUチャレンジャーシリーズ オータムクラシック（ピエールフォン） | 4 58.64 | 4 117.74 | 4 176.38 |

| 2016-2017 シーズン      |                                                                |         |          |          |
| 開催日                  | 大会名                                                         | SP      | FS       | 結果     |
| 2017年1月14日 - 22日    | 全米フィギュアスケート選手権（カンザスシティ）                 | 4 64.29 | 2 121.99 | 2 186.28 |
| 2016年11月11日 - 13日   | ISUグランプリシリーズ フランス杯（パリ）                       | 5 59.26 | 5 116.92 | 5 176.18 |
| 2016年10月21日 - 23日   | ISUグランプリシリーズ スケートアメリカ（シカゴ）               | 7 61.17 | 4 110.78 | 7 171.95 |
| 2016年9月29日 - 10月1日 | ISUチャレンジャーシリーズ オータムクラシック（ピエールフォン） | 2 67.50 | 3 136.90 | 3 173.62 |

| 2015-2016 シーズン       |                                                                                |         |          |          |
| 開催日                   | 大会名                                                                         | SP      | FS       | 結果     |
| 2016年2月16日 - 21日     | 2016年四大陸フィギュアスケート選手権（台北）                                   | 6 61.34 | 6 113.74 | 6 175.08 |
| 2016年1月15日 - 24日     | 全米フィギュアスケート選手権（セントポール）                                   | 3 64.12 | 3 114.92 | 3 179.04 |
| 2015年12月2日 - 5日      | ISUチャレンジャーシリーズ ゴールデンスピン（ザグレブ）                         | 3 62.66 | 5 108.34 | 5 171.00 |
| 2015年11月13日 - 15日    | ISUグランプリシリーズ エリック・ボンパール杯（ボルドー）                       | 6 64.08 | 中止     | 6        |
| 2015年10月30日 - 11月1日 | ISUグランプリシリーズ スケートカナダ（レスブリッジ）                           | 4 61.85 | 4 111.55 | 4 173.40 |
| 2015年10月12日 - 15日    | 2015年スケートカナダオータムクラシック（バリー）                               | 2 62.07 | 2 115.79 | 2 177.86 |
| 2015年9月16日 - 20日     | ISUチャレンジャーシリーズ USインターナショナルクラシック（ソルトレイクシティ） | 1 60.24 | 2 109.22 | 2 169.46 |

| 2014-2015 シーズン   |                                                |         |          |          |
| 開催日               | 大会名                                         | SP      | FS       | 結果     |
| 2015年1月17日 - 25日 | 全米フィギュアスケート選手権（グリーンズボロ） | 3 64.24 | 8 104.90 | 6 169.14 |

| 2013-2014 シーズン    |                                                    |         |          |          |
| 開催日                | 大会名                                             | SP      | FS       | 結果     |
| 2014年1月20日 - 25日  | 2014年四大陸フィギュアスケート選手権（台北）       | 7 49.57 | 5 98.23  | 5 147.80 |
| 2014年1月9日 - 15日   | カナダフィギュアスケート選手権（オタワ）           | 4 60.04 | 4 110.36 | 4 170.40 |
| 2013年11月15日 - 17日 | ISUグランプリシリーズ エリックボンパール杯（パリ） | 6 55.89 | 6 106.20 | 6 162.09 |
| 2013年9月25日 - 28日  | 2013年ネーベルホルン杯（オーベルストドルフ）       | 3 56.71 | 6 99.44  | 6 156.15 |

| 2011-2012 シーズン     |                                                              |         |          |          |
| 開催日                 | 大会名                                                       | SP      | FS       | 結果     |
| 2012年4月18日 - 22日   | 2012年世界フィギュアスケート国別対抗戦（東京）               | 1 64.92 | 4 112.64 | 3 177.56 |
| 2012年3月26日 - 4月1日 | 2012年世界フィギュアスケート選手権（ニース）                 | 3 65.37 | 3 124.32 | 3 189.69 |
| 2012年2月7日 - 12日    | 2012年四大陸フィギュアスケート選手権（コロラドスプリングス） | 4 61.54 | 5 109.57 | 5 171.11 |
| 2011年12月23日 - 25日  | 第80回全日本フィギュアスケート選手権（門真）                 | 1 57.42 | 1 107.55 | 1 164.97 |
| 2011年12月8日 - 11日   | 2011/2012 ISUグランプリファイナル（ケベックシティ）          | 6 59.54 | 6 104.88 | 6 164.42 |
| 2011年11月11日 - 13日  | ISUグランプリシリーズ NHK杯（札幌）                          | 2 57.89 | 2 114.20 | 2 172.09 |
| 2011年10月27日 - 30日  | ISUグランプリシリーズ スケートカナダ（ミシサガ）             | 3 60.60 | 5 108.81 | 4 169.41 |

| 2010-2011 シーズン      |                                                                |         |           |          |
| 開催日                  | 大会名                                                         | SP      | FS        | 結果     |
| 2011年4月24日 - 5月1日  | 2011年世界フィギュアスケート選手権（モスクワ）                 | 6 59.16 | 10 100.94 | 9 160.10 |
| 2011年2月28日 - 3月6日  | 2011年世界ジュニアフィギュアスケート選手権（江陵）             | 2 57.85 | 3 96.67   | 3 154.52 |
| 2011年2月15日 - 20日    | 2011年四大陸フィギュアスケート選手権（台北）                   | 8 50.25 | 7 102.38  | 7 152.63 |
| 2010年12月23日 - 25日   | 第79回全日本フィギュアスケート選手権（長野）                   | 1 56.80 | 1 115.25  | 1 172.05 |
| 2010年12月9日 - 12日    | 2010/2011 ISUジュニアグランプリファイナル（北京）              | 1 53.94 | 1 105.58  | 1 159.52 |
| 2010年11月18日 - 21日   | ISUグランプリシリーズ ロステレコム杯（モスクワ）               | 2 55.90 | 3 109.57  | 2 165.47 |
| 2010年10月22日 - 24日   | ISUグランプリシリーズ NHK杯（名古屋）                          | 3 57.23 | 4 98.43   | 3 155.66 |
| 2010年10月6日 - 9日     | ISUジュニアグランプリ ブラエオン・シュベルター杯（ドレスデン） | 1 56.43 | 2 102.95  | 2 159.38 |
| 2010年9月29日 - 10月2日 | ISUジュニアグランプリ ジョン・カリー記念（シェフィールド）     | 4 43.76 | 1 100.93  | 2 144.69 |

| 2009-2010 シーズン    |                                                            |         |          |          |
| 開催日                | 大会名                                                     | SP      | FS       | 結果     |
| 2010年3月8日 - 14日   | 2010年世界ジュニアフィギュアスケート選手権（ハーグ）       | 2 59.54 | 2 97.69  | 2 157.23 |
| 2010年1月25日 - 31日  | 2010年四大陸フィギュアスケート選手権（全州）               | 7 53.74 | 5 98.09  | 5 151.83 |
| 2009年12月25日 - 27日 | 第78回全日本フィギュアスケート選手権（門真）               | 1 50.96 | 1 100.21 | 1 151.17 |
| 2009年12月3日 - 6日   | 2009/2010 ISUジュニアグランプリファイナル（東京）          | 2 54.44 | 2 91.36  | 2 145.80 |
| 2009年11月5日 - 8日   | ISUグランプリシリーズ NHK杯（長野）                        | 8 39.80 | 8 79.68  | 8 119.48 |
| 2009年9月9日 - 13日   | ISUジュニアグランプリ トルン杯（トルン）                   | 1 54.53 | 2 95.50  | 1 150.03 |
| 2009年9月2日 - 5日    | ISUジュニアグランプリ レークプラシッド（レークプラシッド） | 5 39.64 | 2 89.70  | 3 129.34 |

| 2008-2009 シーズン     |                                                            |         |         |          |
| 開催日                 | 大会名                                                     | SP      | FS      | 結果     |
| 2009年4月16日 - 19日   | 2009年世界フィギュアスケート国別対抗戦（東京）             | 6 43.00 | 5 82.91 | 6 125.91 |
| 2009年2月23日 - 3月1日 | 2009年世界ジュニアフィギュアスケート選手権（ソフィア）     | 8 45.98 | 7 80.66 | 7 126.64 |
| 2008年12月25日 - 27日  | 第77回全日本フィギュアスケート選手権（長野）               | 1 45.94 | 1 87.35 | 1 133.29 |
| 2008年12月10日 - 14日  | 2008/2009 ISUジュニアグランプリファイナル（高陽）          | 8 34.24 | 7 71.80 | 7 106.04 |
| 2008年10月15日 - 18日  | ISUジュニアグランプリ ジョン・カリー記念（シェフィールド） | 3 50.06 | 4 81.04 | 3 131.10 |
| 2008年9月10日 - 14日   | ISUジュニアグランプリ メキシコ杯（メキシコシティ）         | 5 45.67 | 4 74.45 | 4 120.12 |

| 2007-2008 シーズン     |                                                                |          |          |           |
| 開催日                 | 大会名                                                         | SP       | FS       | 結果      |
| 2008年2月25日 - 3月2日 | 2008年世界ジュニアフィギュアスケート選手権（ソフィア）         | 13 42.97 | 15 70.26 | 15 113.23 |
| 2007年11月24日 - 25日  | 第76回全日本フィギュアスケートジュニア選手権（仙台）           | 1 36.84  | 1 67.52  | 1 104.36  |
| 2007年10月10日 - 14日  | ISUジュニアグランプリ ブラオエン・シュベルター杯（ケムニッツ） | 5 43.56  | 6 70.26  | 6 113.82  |
| 2007年9月20日 - 23日   | ISUジュニアグランプリ タリン杯（タリン）                       | 14 36.53 | 10 72.37 | 12 108.90 |

## プログラム使用曲
| シーズン  | SP                                                                     | FS | EX                                                                               |
| --------- | ---------------------------------------------------------------------- | --- | -------------------------------------------------------------------------------- |
| 2018-2019 | Give Me One Reason 曲：トレイシー・チャップマン                        | Chasing Cars 曲：スノウ・パトロール |                                                                                  |
| 2017-2018 | Fallin 曲：アリシア・キーズ 振付：ジュリー・マルコット                 | Woman 曲：ショーン・フィリップス | Groove Is In The Heart 曲：ディー・ライト 振付：ジュリー・マルコット             |
| 2016-2017 | Fallin 曲：アリシア・キーズ 振付：ジュリー・マルコット                 | Don't Stop Believin Open Arms Any Way You Want It 曲：ジャーニー 振付：ジュリー・マルコット                                                     | Groove Is In The Heart 曲：ディー・ライト 振付：ジュリー・マルコット             |
| 2015-2016 | サマータイム 作曲：ジョージ・ガーシュウィン 振付：ジュリー・マルコット | Don't Stop Believin Open Arms Any Way You Want It 曲：ジャーニー 振付：ジュリー・マルコット                                                     | トライ 曲：P!NK                                                                  |
| 2014-2015 | サマータイム 作曲：ジョージ・ガーシュウィン 振付：ジュリー・マルコット | アディオス・ノニーノ 作曲：アストル・ピアソラ                                                                                                   |                                                                                  |
| 2013-2014 | Tiny Dancer 作曲：エルトン・ジョン                                     | 映画『ライフ・イズ・ビューティフル』サウンドトラックより ボンジョルノ 姫さま グランド・ホテルのワルツ 涙のワルツ 作曲：ニコラ・ピオヴァーニ     | Tiny Dancer 曲：エルトン・ジョン                                                 |
| 2012-2013 | 消えゆく太陽 作曲：ビル・ウィザース                                    | 映画『恋の手ほどき』サウンドトラックより メイン・タイトル ユー・ネヴァー・トールド・ミー ジジの大事件 ガストンの決意 作曲：アンドレ・プレヴィン | Runaway Baby 曲：ブルーノ・マーズ                                                |
| 2011-2012 | イマジン 作曲：ジョン・レノン                                          | ケベックの協奏曲 作曲：アンドレ・マシュー | おしゃべりはやめて by エルヴィス・プレスリー恋のサバイバル by グロリア・ゲイナー |
| 2010-2011 | Feeling Good 作曲：マイケル・ブーブレ                                  | 想いの届く日 演奏：ラウル・ディ・ブラシオ | 恋のサバイバル by グロリア・ゲイナー                                             |
| 2009-2010 | Farrucas 演奏：ペペ・ロメロ Chano Lobato Maria Madgalena Paco Romero   | 蝶々夫人 作曲：ジャコモ・プッチーニ 梁山伯と祝英台 作曲：何占豪、陳鋼 演奏：ヴァネッサ・メイ                                                    | ブラック・ベティ by ラム・ジャム                                                 |
| 2008-2009 | Din Daa Da 作曲：ジョージ・クランゼ Seventeen Years 演奏：ラタタット   | 蝶々夫人 作曲：ジャコモ・プッチーニ 梁山伯と祝英台 作曲：何占豪、陳鋼 演奏：ヴァネッサ・メイ                                                    |                                                                                  |